# Калико Джак
Джак Рекъм, известен като Калико Джак (на английски, съответно Jack Rackham и Calico Jack)( роден като Джон Рекъм) (починал на 17 ноември 1720 г.) е известен пиратски капитан от 18 век. Прякорът си дължи на пъстрите дрехи от калико, които обикновено носел. Някои го наричат Басмения Джак по същата причина. За пръв път той въвежда пиратското знаме череп с две кръстосани саби на черен фон.
Известен е най-вече с това, че с него са плавали двете най-известни жени-пирати на онова време – Ан Бони и Мери Рийд.
Умира на бесилката в Ямайка, след като бива заловен без особена съпротива и осъден за пиратство. Тялото му виси на бесилката цял месец за назидание. След изпълнението на смъртната присъда Ан Бони казва-" ако се беше бил като мъж, нямаше да умреш като куче".